# Crepidium resupinatum
Crepidium resupinatum är en orkidéart som först beskrevs av Johann Georg Adam Forster, och fick sitt nu gällande namn av Dariusz Lucjan Szlachetko. Crepidium resupinatum ingår i släktet Crepidium, och familjen orkidéer. Inga underarter finns listade i Catalogue of Life.